# John W. Daly
John William Daly (* 8. Juni 1933 in Portland, Oregon; † 5. März 2008 in Rockville, Maryland), häufig als John W. Daly zitiert, war ein US-amerikanischer Herpetologe, Biochemiker und Pharmakologe, der für seine bedeutenden Entdeckungen über die Alkaloidtoxine in der Froschhaut bekannt war.

## Leben
Daly hatte als Junge Frösche und Schlangen in Oregon gesammelt, um sie in Terrarien zu halten. Nach seinem Highschoolabschluss begann er ein Chemiestudium am Oregon State College (heute Oregon State University), wo er 1954 seinen Bachelor of Science und 1955 mit der Arbeit The synthesis of certain 6- and 9- substituted purines of biological interest seinen Master of Arts erwarb. Im Jahr 1958 wurde er mit der Dissertation The synthesis and properties of sabinene hydrate; a constituent of American peppermint oil zum Ph.D. an der Stanford University in Kalifornien promoviert. Anschließend absolvierte er seine Postdoc-Phase im Labor von Bernhard Witkop an den National Institutes of Health (NIH) in Bethesda, Maryland. 1963 wies Witkop, der sich mit den Pfeilgiften aus Curare auseinandersetzte, Daly an, eine Reise nach Kolumbien zu unternehmen. Ziel dieser Expedition war die Untersuchung von Toxinen, die in der Haut von Baumsteigerfrösche (Dendrobatidae) vorkommen. Diese Toxine werden von Indigenen zur Herstellung von Extrakten genutzt, die zur Vergiftung ihrer Blasrohrpfeile dienen.
Das Ergebnis war Dalys lebenslanges Studium der Alkaloide, welche bioaktive organische Verbindungen mit stickstoffhaltigen Ringen darstellen. Bis in die 1960er Jahre wurde angenommen, dass diese Verbindungen ausschließlich in Pflanzen vorkommen. In der heutigen Wissenschaft ist jedoch bekannt, dass viele Alkaloide signifikante pharmakologische Wirkungen entfalten, was maßgeblich auf die Beiträge von Daly und seinem Team zurückzuführen ist. Diverse Alkaloide haben sich als bedeutende Forschungsinstrumente etabliert, insbesondere bei der gezielten Bindung an spezifische Rezeptoren zur Untersuchung neuronaler Funktionen.
1960 wurde Daly ständiger Mitarbeiter der National Institutes of Health und 1969 Leiter der Abteilung für Pharmakodynamik im Laboratorium für Chemie. Im Jahr 1981 wurde er zum Gründungsleiter des NIH-Labors für bioorganische Chemie ernannt. Obwohl er zahlreiche Entdeckungen in der organischen Chemie machte, indem er die biologische Funktion mit jedem Teil eines Moleküls in Verbindung brachte, war es seine Arbeit über Froschhautalkaloide, die ihm die größte Anerkennung einbrachte. Er charakterisierte und benannte vier Klassen von Alkaloiden – Batrachotoxin, Histrionicotoxine, Pumiliotoxine und Epibatidin –, die alle eine biologische Aktivität auf spezifische Ionenkanäle ausüben, die für die Nerven- und Muskelfunktion wichtig sind. Zu den zahlreichen Auszeichnungen, die ihm zuteilwurden, gehörte die Wahl in die National Academy of Sciences der Vereinigten Staaten im Jahr 1997. Im Jahr 2003 ging er in den Ruhestand, forschte jedoch weiter, auch nachdem bei ihm Bauchspeicheldrüsenkrebs diagnostiziert worden war, woran er am 5. März 2008 in Rockville, Maryland, starb.

## Wirken
Daly nahm 1965 Kontakt mit Charles W. Myers auf, damals Doktorand an der University of Kansas, der über Baumsteigerfrösche in Panama arbeitete. Ihre Zusammenarbeit und die gemeinsamen Feldforschungen begannen im Januar 1966 in Panama und endeten im Jahr 2000 in Venezuela nach zahlreichen Reisen, oft mehrere pro Jahr, in viele Länder der Neotropis. Daly entwickelte sich zu einem eifrigen Naturforscher, der mit Myers oft weite Strecken in entlegene Gebiete mit dem Jeep, dem Lasttier, dem Einbaum oder zu Fuß zurücklegte. Um die hohen Tafelberge (Tepuis) Venezuelas zu erreichen, mussten sie mit dem Hubschrauber reisen. Am Ende hatte Daly mehr als 800 verschiedene Alkaloide in der Froschhaut entdeckt. Allein bei einer Spezies identifizierte er 70 verschiedene Alkaloide.
Daly vertrat zunächst die Auffassung, dass Frösche die für ihre Toxizität verantwortlichen Gifte selbst synthetisieren. In späteren Studien, die er gemeinsam mit A. Stanley Rand vom Smithsonian Tropical Research Institute und weiteren Kollegen durchführte, konnte jedoch nachgewiesen werden, dass dies nicht zutrifft, was 1994 in der Studie Dietary source for skin alkaloids of poison frogs (Dendrobatidae)? publiziert wurde. Aktuelle Erkenntnisse belegen, dass diese Frösche Alkaloide aus ihrer Nahrung, insbesondere von wirbellosen Tieren aus der Laubstreu, aufnehmen. Eine entscheidende Entdeckung im Jahr 2007 durch Daly und seine Mitarbeiter war, dass Hornmilben die Hauptquelle für die Froschalkaloide darstellen. Daly entwickelte die Hypothese, dass alle Froschalkaloide durch Sequestrierung aus der Nahrung gewonnen werden. Diese Annahme wurde jedoch im Jahr 2002 durch die Forschung von ihm persönlich, Michael J. Tyler und anderen in Frage gestellt, die aufzeigten, dass einige Australische Südfrösche der Gattung Pseudophryne in der Lage sind, bestimmte Alkaloide selbst zu synthetisieren, während sie andere aus ihrer Nahrung sequestrieren. Eine bedeutende Entdeckung Dalys war die Beschreibung eines Baumsteigerfrosches, den er zusammen mit Myers und Borys Malkin, einem polnisch-US-amerikanischen Anthropologen und Entomologen, der für das American Museum of Natural History sammelte, im pazifischen Tiefland Kolumbiens entdeckte und 1978 als Phyllobates terribilis erstbeschrieb.
Daly führte seine Forschungsarbeiten an Fröschen im Feld unter strengen Sicherheitsvorkehrungen durch, indem er chirurgische Handschuhe, eine spezielle Schutzbrille und eine Schutzmaske trug, um seine Lungen zu schützen. Der Schreckliche Pfeilgiftfrosch gilt als giftigster Vertreter der Froschlurche, der bislang bekannt ist. In seinen Untersuchungen konnte Daly die Wirkungsweise des Batrachotoxins darlegen, welches eine chronische Öffnung von Natriumkanälen verursacht, die die Nervenzellen lähmen. Bemerkenswerterweise stellte er fest, dass Batrachotoxine nicht ausschließlich bei neotropischen Pfeilgiftfröschen vorkommen; er entdeckte das Toxin auch auf den Federn des Zweifarbenpirols (Pitohui dichrous) aus Neuguinea, der es durch den Verzehr eines Käfers aufnimmt (2004). Eine weitere bedeutende Entdeckung gelang Daly mit der Isolierung von Epibatidin aus der Haut von Dendrobates (heute Epipedobates) tricolor in Zentral-Ecuador (1980). Er identifizierte, dass Epibatidin über die Aktivierung von Nikotinrezeptoren wirkt und eine schmerzstillende Wirkung entfaltet, die bis zu zweihundert Mal stärker ist als die von Morphin.
Auf der Suche nach pharmakologischen Eigenschaften von Fröschen entdeckten Daly und Myers neue Froschlurcharten aus den Gattungen Aromobates, Ameerega, Andinobates, Phyllobates und Oophaga aus Peru, Kolumbien, Ecuador und Panama.

## Erstbeschreibungen unter der Beteiligung von John W. Daly
- Andinobates viridis (Myers & Daly, 1976)
- Oophaga occultator (Myers & Daly, 1976)
- Oophaga lehmanni (Myers & Daly, 1976)
- Ameerega silverstonei (Myers & Daly, 1979)
- Andinobates abditus (Myers & Daly, 1976)
- Andinobates bombetes (Myers & Daly, 1980)
- Phyllobates terribilis Myers, Daly & Malkin, 1978
- Aromobates nocturnus Myers, Paolillo-O. & Daly, 1991
- Aromobates Myers, Paolillo-O. & Daly, 1991
- Oophaga arborea (Myers, Daly & Martínez, 1984)